# EUFOR
Силы Европейского союза (СЕС) (англ. EUFOR или англ. European Union Force) — основное название сил быстрого реагирования Европейского союза, являющегося частью общей политики безопасности и обороны. СЕС подчиняются Военному штабу Европейского союза и дополняют другие вооружённые силы ЕС, такие как Европейский корпус, Европейская жандармерия, Морские силы Европы, Боевые группы Европейского союза.

## Проведённые операции

### «Согласие»
«Согласие» — военное присутствие в Республике Македония с 31 марта по 15 декабря 2003 года. Опыт первого боевого развёртывания частей Евросоюза. Главная цель миссии — защита наблюдателей ОБСЕ. Численность воинского контингента от 300 (в самом начале) до 400 солдат. На смену этой операции в декабре 2003 года пришла полицейская миссия EUPOL PROXIMA, продолжавшаяся до 14 декабря 2005 года.

### «Алфея»
«Алфея» — военное присутствие в Боснии и Герцеговине для наблюдения за соблюдением Дейтонского соглашения. Со 2 декабря 2004 года и по настоящее время СЕС находятся там в качестве преемника «Стабилизационных сил» (англ. SFOR) НАТО. Было заменено название и значительная часть командиров, при этом 80 % войск остались теми же.

### Дарфур
В период с 18 июля 2005 по 31 декабря 2007 года (до появления миротворцев ЮНАМИД) Европейский союз осуществлял снабжение 2 000 бойцов Объединённой африканской миссии в Судане, придав им в помощь 15 военных советников и 30 жандармов. Стоимость этой операции превысила 500 млн евро.

### Конго
2500 солдат «СЕС» были направлены 25 апреля 2006 года в Демократическую Республику Конго. Основанием послужила принятая Советом Безопасности ООН резолюция 1671 по поддержке Миссии Организации Объединённых Наций в Демократической Республике Конго (МООНДРК) на время первых многопартийных выборов в стране, состоявшихся 30 июля 2006 года. Операция EUFOR Congo завершилась 30 ноября 2006 года.

### Чад/ЦАР
СЕС также проводили миротворческую операцию совместно с Миссией Организации Объединённых Наций в Центральноафриканской Республике и Чаде (МИНУРКАТ) с конца 2007 года по март 2009 года. 3 700 солдат Евросоюза отправились в Африку, ещё 600 военнослужащих остались в Европе в качестве боевого резерва.

### Африканский рог
С 5 ноября 2008 года и по настоящее время корабли Европейского союза ведут борьбу с сомалийскими пиратами в международных водах вблизи Африканского рога. В операции получившей кодовое имя «Аталанта» задействована эскадра из 4—6 кораблей (около 1 200 военнослужащих) и 2—3 самолёта морской разведки. Ежегодные расходы по выполнению задач данной миссии составляют 6,3 млн евро.

### Ливия
Операция EUFOR Lybia проходила с 1 апреля по 31 октября 2011 года в рамках военного вмешательства сил международной коалиции (в основном стран блока НАТО) в гражданскую войну в Ливии.

### Средиземное море
С лета 2015 года после обострения ситуации с беженцами, пытающимися нелегально попасть в Европу переплыв Средиземное море, была организована операция «София». Годовой бюджет этой миссии почти 12 млн евро. Штаб-квартира находится в Риме. За три года военными моряками Евросоюза было спасено свыше 13 000 человек.